# Tonya Chianis
Tonya Chianis (* vor 1992) ist eine Bauchtänzerin, Sängerin und Autorin.

## Leben
Chianis lernte erst Ballett, wechselte dann aber zum Bauchtanz, den sie innerhalb von fünf Monaten von Aisha Ali erlernte. Sie heiratete den griechischen Klarinettisten sowie Bouzouki-Spieler Andreas Chianis und bekam mit ihm eine Tochter namens Atlantis, die ebenfalls Bauchtänzerin wurde. Zusammen mit dieser begründete und leitet sie bis heute die Bellydancer of the Universe Competition in Long Beach, Kalifornien, einen internationalen Bauchtanz-Wettbewerb. Das Duo veröffentlichte über 100 Bauchtanzvideos und DVDs sowie mehrere Musik-CDs. Chianis entwirft auch Kostüme für den Bauchtanz und lehrt diesen zurzeit an verschiedenen kalifornischen Colleges und der Southern California Dance Academy. Sie war Präsidentin und Vizepräsidentin des Beach Cities Chapters der Middle Eastern Culture and Dance Association (MECDA) und erhielt für ihr Wirken etliche Auszeichnungen in den gesamten Vereinigten Staaten, darunter den Teacher of the Year Award der International Academy of Middle Eastern Dance. In der Folge Hochzeit mit Hindernissen der Fernsehserie Raumschiff Enterprise – Das nächste Jahrhundert war sie 1992 als holografische Feuer-Bildhauerin zu sehen. Zudem schrieb und veröffentlichte sie ein Buch mit dem Titel Insights and Inspirations for Dancers.

## Auszeichnungen
- Middle Eastern Culture and Dance Association: Hall of Fame Award
- Middle Eastern Culture and Dance Association: Humanitarian Award
- International Academy of Middle Eastern Dance: Best Teacher Award
- International Academy of Middle Eastern Dance: Teacher of the Year Award
- Zahgareet Magazine: Promoter of the Year
- Zaghareet Magazine: Best Event – Belly Dancer of the Universe Competitions
- International Dance and Theater Arts Association, Kansas City, Missouri: Promoter of the Year